# 경정 (연호)
경정(景定, 1260년 ~ 1264년)은 남송 이종(理宗) 조윤(趙昀)의 여덟번째 연호이다. 5년 가량 사용하였다. 이종(理宗)이 죽고난 후에 도종(度宗)이 함순으로 개원할 때까지 사용하였다.

## 개원
- 개경(開慶) 원년 12월 13일[1](율리우스력 1260년 1월 26일)에 연호를 경정(景定)으로 정하고, 다음 해 1월 1일[2](율리우스력 1260년 2월 13일)에 개원함.[3][4][5]

- 경정(景定) 5년 12월 1일[6](율리우스력 1264년 12월 20일)에 연호를 함순(咸淳)으로 정하고, 다음 해 1월 1일[7](율리우스력 1265년 1월 19일)에 개원함.[8][9][5]

## 연대 대조표
| 경정 | 서기(西紀) | 간지(干支) | 몽골 제국 연호           |
| 원년 | 1260년     | 경신(庚申) | 중통(中統) 원년          |
| 2년  | 1261년     | 신유(辛酉) | 중통 2년                 |
| 3년  | 1262년     | 임술(壬戌) | 중통 3년                 |
| 4년  | 1263년     | 계해(癸亥) | 중통 4년                 |
| 5년  | 1264년     | 갑자(甲子) | 중통 5년 지원(至元) 원년 |

## 동시대 연호

### 중국(몽골)
몽골 제국(蒙古帝國)
- 중통(中統) (1260년 ~ 1264년)
- 지원(至元) (1264년 ~ 1294년)

### 베트남
- 티에우롱(紹隆) (1258년 ~ 1272년)

### 일본
- 쇼겐(正元) (1259년 ~ 1260년)
- 분오(文應) (1260년 ~ 1261년)
- 고초(弘長) (1261년 ~ 1264년)
- 분에이(文永) (1264년 ~ 1275년)

## 같이 보기
- 중국의 연호 목록